# Schoenolaena
Schoenolaena es un género de plantas  pertenecientes a la familia Apiaceae. Comprende 2 especies descritas.

## Taxonomía
El género fue descrito por Bunge y publicado en Plantae Preissianae 1: 289. 1845 La especie tipo es: Schoenolaena juncea Bunge	

## Especies
A continuación se brinda un listado de las especies del género Schoenolaena aceptadas hasta septiembre de 2012, ordenadas alfabéticamente. Para cada una se indica el nombre binomial seguido del autor, abreviado según las convenciones y usos.
- Schoenolaena juncea Bunge
- Schoenolaena tenuior Bunge